# Vivica Genaux
Vivica Genaux, výslovnost [vi.vi.ka ʒe.no] (* 10. července 1969, Fairbanks, Aljaška) je americká mezzosopranistka.

## Život

### Mládí a studia
Narodila se jako prostřední ze tří sester v rodině universitního profesora biochemie. Její matka, švýcarsko-německého původu, narozená v Mexiku, byla profesorkou jazyků a v rodině se pěstoval zájem o hudbu. Vivica Genaux studovala hudbu souběžně s vědeckými studiemi. Chtěla se věnovat především genetice a jak sama přiznává, nenáviděla operu po celé své mládí. Od dětství studovala hru na housle a ráda zpívala, ale možnosti svého hlasu si uvědomila až později. Hudební vzdělání získávala nejprve u americké dramatické sopranistky Dorothy Dow. Ve studiích pokračovala na Indiana University v Bloomingtonu, kde byli jejími profesory operní zpěváci, manželé, Nicola Rossi-Lemeni a Virginia Zeani. Na jejím hudebním formování se významným způsobem podílela také pěvkyně Claudia Pinza (dcera italského operního zpěváka Enzia Pinzy) a zakladatelka organizace EPCASO (The Ezio Pinza Council for American Singers of Opera).

### Hudební kariéra
Profesionální dráhu operní zpěvačky zahájila rolemi komických hrdinek v operách Gioacchina Rossiniho Lazebník sevillský (Rosina),
Italka v Alžíru (Isabella) a Popelka (Angelina). V těchto rolích se představila více než dvěstěkrát na známých operních scénách nejen v Americe (New York, San Francisco, Dallas, Seattle, San Diego, Pittsburgh, Minnesota), ale i ve světě (Paříž, Vídeň, Berlín, Amsterdam, Drážďany, Mnichov, Montréal, Tel Aviv, Verona, Santiago de Chile a Perth).
Jako mezzosopranistka je často obsazována do tzv. „kalhotových rolí“ (angl. panty–roles), kdy zpěvačky s tímto hlasovým zabarvením zpívají a hrají mužské role. Poprvé tak vystoupila v opeře Arminio G. F. Händela. Byla to zároveň jedna z prvních rolí barokního repertoáru, ze kterého nastudovala okolo 30 rolí, z toho 20 mužských. Další takovou rolí byl Selim z opery Solimano Johanna Adolfa Haaseho a mnoho dalších. Barokní hudba a bel canto se staly podstatnou částí jejího repertoáru. Významnou se stala pro umělkyni spolupráce s vlámským hudebníkem, zpěvákem a dirigentem René Jacobsem, který rozpoznal schopnosti jejího hlasu ke koloraturám a rozvíjí její umělecký výraz koloraturní mezzosopranistky. To uplatnila i v titulní roli Rinalda ve stejnojmenné Händelově opeře Rinaldo.

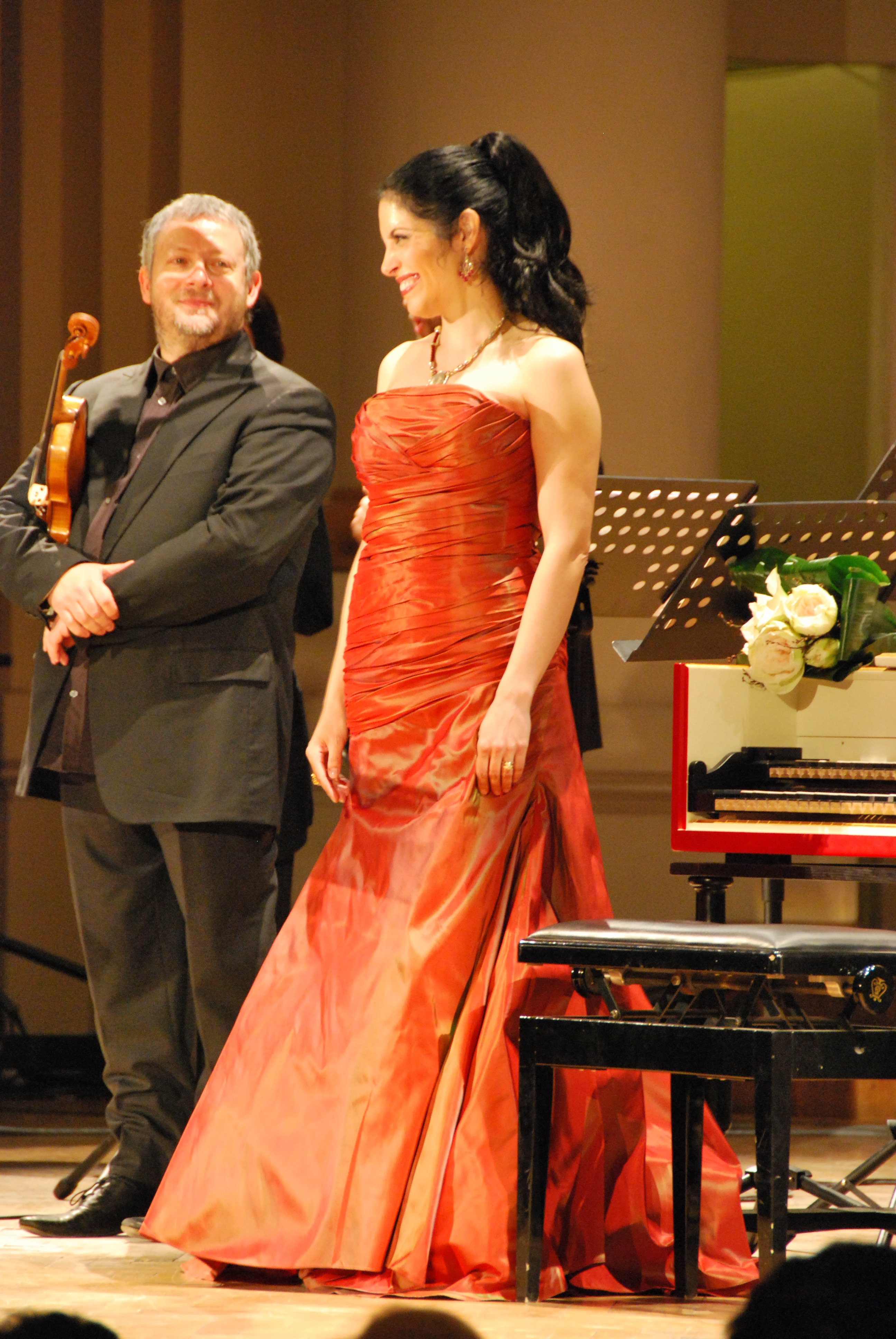
Vivica Genaux s Fabiem Biondim, (2010)

V rámci koncertů, hudebních festivalů a recitálů vystupuje na světových koncertních pódiích, často za doprovodu orchestru staré hudby
Europa Galante s dirigentem Fabiem Biondim, ale i řady dalších (Akademie für Alte Musik Berlin, La Cetra, Il Complesso Barocco, Concerto Italiano, Concerto Köln, Freiburger Barockorchester, Les Talens Lyriques, Venice Baroque Orchestra, Les Violons du Roy, Orchestre National de France, Orchestre National du Capitole de Toulouse nebo Collegium 1704). To nejlepší z její tvorby bylo zaznamenáno na CD a DVD.

### Soukromý život
Vivica Genaux vystupuje pod svým rodným jménem. Její otec, Charles T. Genaux pochází z Walesu, ale měl belgické předky. Jejím manželem je Ital Massimo Patella, inženýr v oboru hydrologie. Seznámili se v organizaci EPCASO, pro kterou její budoucí manžel tehdy pracoval. Společný domov mají na venkově blízko Benátek v Itálii. Umělkyně ale pobývá většinu času pracovně v zahraničí.

## Dílo

### Discografie (výběr)
- 1999 – An Evening of Arias and Songs; Martin Dubé (pianino); živá nahrávka z Carnegie Music Hall; Epcaso 93515 04012 (1 CD)
- 2001 – Arminio, Georg Friedrich Händel, – titulní role, dále účinkují: Geraldine McGreevy, Dominique Labelle, Manuela Custer, Luigi Petroni, Sytse Buwalda, Riccardo Ristori; Il Complesso Barocco, dirigent: Alan Curtis; světová premiéra; Virgin Veritas 5 45461 2 (2 CD)
- 2003 – Rinaldo, Georg Friedrich Händel – titulní role, dále účinkují: Inga Kalna, Miah Persson, Dominique Visse, Lawrence Zazzo, James Rutherford; Freiburger Barockorchester, dirigent: René Jacobs; Harmonia Mundi HMC 901796 (3 CD)
- 2004 – La Santissima Trinità, Alessandro Scarlatti – jako Teologia, dále účinkují: Véronique Gens, Roberta Invernizzi, Paul Agnew, Carlo Lepore; Europa Galante, dirigent: Fabio Biondi; světová premiéra; Virgin Veritas 5456662 (1 CD)
- 2006 – Handel & Hasse Arias & Cantatas, Georg Friedrich Händel, Johann Adolf Hasse (arie a kantáty z děl  Splenda l’alba in oriente, Alcina & Orlando, La Scusa, Arminio); Les Violons du Roy, dirigent: Bernard Labadie; Virgin Classics 7243 5 45737 2 9 (1 CD)
- 2009 – Pyrotechnics – Vivaldi Opera Arias, Antonio Vivaldi; Europa Galante, dirigent: Fabio Biondi; Virgin Classics 50999 6945730 2 (1 CD)
- 2010 – Il mondo della luna, Joseph Haydn – jako Ernesto, dále účinkují: Bernard Richter, Dietrich Henschel, Christina Landshamer, Anja-Nina Bahrmann, Maite Beaumont, Markus Schäfer; Concentus Musicus Wien, dirigent: Nikolaus Harnoncourt; Unitel Classica/C Major A04001523 (DVD)

### Filmografie
- 2004 A Voice Out of the Cold: Vivica Genaux, TV film

### Významná představení
Proslavila se zejména vystoupeními v Rossiniho operách Lazebník sevillský (Il barbiere di Siviglia) v Metropolitní opeře v New Yorku, Italka v Alžíru (L'Italiana in Algeri) v Pařížské opeře a Popelka (La Cenerentola) v Dallas Opera v Dallasu.
V roce 2002 vystoupila na Innsbrucker Festwochen der Alten Musik, Innsbruck, v titulní roli Händelovy opery Rinaldo pod taktovkou René Jacobse. Toto představení bylo zaznamenáno na CD firmou Harmonia Mundi

### Vystoupení v Česku
- 10. listopadu 2011, Struny podzimu, Collegium 1704, dirigent: Václav Luks, Stavovské divadlo, Praha[5]
- 18. března 2014, koncert Il divino Boemo z cyklu koncertů Hvězdy barokní opery, Collegium 1704, dirigent: Václav Luks, Rudolfinum, Praha[6]

## Členství v organizacích
- EPCASO, hudební poradce
- Johann−Adolf−Hasse−Stiftung, členka výboru

## Ocenění
- 1997 ARIA Award
- 1999 Umělec roku, hudební festival Drážďany
- 2007 New York City Opera’s Christopher Keene Award, New York
- 2008 Maecenas Award, Pittsburgh Opera, Pittsburgh